# Isotta Fraschini D65
L'Autocarro unificato medio Isotta Fraschini D65 fu un autocarro italiano prodotto dal 1940 al 1955.

## Storia
L'azienda milanese Isotta Fraschini (IF), storica produttrice di auto di lusso, era rientrata nel mercato degli autocarri nel 1934 con il pesante D80, in seguito all'acquisizione della licenza della MAN per la produzione di motori diesel. Nel 1937 era stato emanato un decreto che imponeva la standardizzazione delle principali caratteristiche degli autocarri in specifiche classi omogenee, in modo che potessero essere requisiti al momento di un'eventuale mobilitazione. L'IF va a coprire così il segmento medio con il D65, adeguandosi alle caratteristiche di peso, numero di assi, velocità e portata stabilite per gli autocarri medi. Lanciato nel 1940, ebbe un buon successo commerciale, rimanendo in produzione fino al 1955. Era disponibile anche il solo autotelaio per allestimenti speciali, tra i quali quello autobus, da parte delle numerosissime carrozzerie dell'epoca, tra le quali spicca la Zagato con le sue cabine.
Entrato in servizio nel Regio Esercito nel 1942 nella versione diesel standard, il 3 settembre 1943 viene adottata ufficialmente anche la versione a benzina denominata D65 2/4. In seguito all'8 settembre, la produzione continua per la Wehrmacht, con 397 esemplari consegnati. Dopo la guerra, l'autocarro rimane in servizio con l'Esercito Italiano fino alla fine degli anni '50.

## Tecnica
L'autocarro è un 4×2 con ruote posteriori motrici gemellate. La cabina è in posizione avanzata. La motorizzazione del D65 è basata su un diesel quadricilindrico da 5330 cm³, erogante 78 cavalli a 1900 giri al minuto. La versione D65 2/4, prodotta dal 1943, è invece spinta da un motore a benzina erogante 80 cavalli.